# محطة قطار عين مليلة
محطة قطار عين مليلة هي محطة سكة حديد جزائرية تقع بجماعة عين مليلة بولاية أم البواقي. تُعدّ جزءًا من شبكة الخطوط الإقليمية التي وتديرها الشركة الوطنية للنقل بالسكك الحديدية في الجزائر.

## موقعها في الشبكة الحديدية
تقع محطة القطار شرق مدينة عين مليلة. وهي محطة قطار وسيطة على خط القراح إلى تقرت ومحطة قطار انطلاق لخط عين مليلة إلى العوينات . تسبقها محطة قطار القراح وتتبعها محطة قطار عين ياقوت على الخط الممتد من القراح إلى تقرت. ويتبعها خط سكة حديد عين فكرون على الخط الممتد من عين مليلة إلى العوينات.

## خدمة الركاب
محطة عين مليلة تخدمها:
- قطارات الخط الرئيسي لخط الجزائر – تبسة.
- القطارات الجهوية للاتصالات:
  - سكيكدة – عين التوتة.
  - قسنطينة – بسكرة.[1][2]

### روابط خارجية
- "ش.و.ن.س.ح". الشركة الوطنية للنقل بالسكك الحديدية. مؤرشف من الأصل في 2025-05-05.